# Andrej Žekov
Andrej Georgiev Žekov (Sofia, 12 marzo 1980) è un pallavolista bulgaro.
Gioca nel ruolo di palleggiatore nel Club Volei Municipal Tomis Constanța.

## Carriera
La carriera di Andrej Žekov inizia nella stagione 1999-00 quando entra a far parte del VC Levski Siconco Sofia, militante nel massimo campionato bulgaro: resta legato al club per sei annate, vincendo sette scudetti consecutivi e cinque coppe di Bulgaria; nel 2000 ottiene le prime convocazioni nella nazionale bulgara, con la quale nel 2006 vince la medaglia di bronzo al campionato mondiale.
Nella stagione 2006-07 si trasferisce in Russia per giocare nel Volejbol'nyj klub Ural, in Superliga; con la nazionale si aggiudica la medaglia di bronzo alla Coppa del Mondo. Nella stagione 2006-07 viene ingaggiata dall'Enose Athlopaidion Patron di Patrasso, militante nell'A1 League greca, dove resta per tre annate; vince un'ennesima medaglia di bronzo con la Bulgaria, questa volta al campionato europeo 2009.
Nella stagione 2010-11 resta in Grecia con l'Olympiakos Syndesmos Filathlon Peiraios, ma a metà stagione viene ceduto ai turchi del Galatasaray Spor Kulübü; nella stagione 2011-12 approda nella Serie A1 italiana vestendo la maglia della Pallavolo Piacenza.
Dopo un periodo di inattività, ritorna in campo per il campionato 2013-14 con il Club Volei Municipal Tomis Constanța, nella Divizia A1 rumena, con cui vince la coppa nazionale 2013-14 e due scudetti.

## Palmarès

### Club
- Campionato bulgaro: 7

1999-00, 2000-01, 2001-02, 2002-03, 2003-04, 2004-05, 2005-06
- Campionato rumeno: 2

2013-14, 2014-15
- Coppa di Bulgaria: 5

1999-00, 2000-01, 2002-03, 2004-05, 2005-06
- Coppa di Romania: 1

2013-14

### Nazionale (competizioni minori)
- Memorial Hubert Wagner 2010